# Šimabara (hrad)

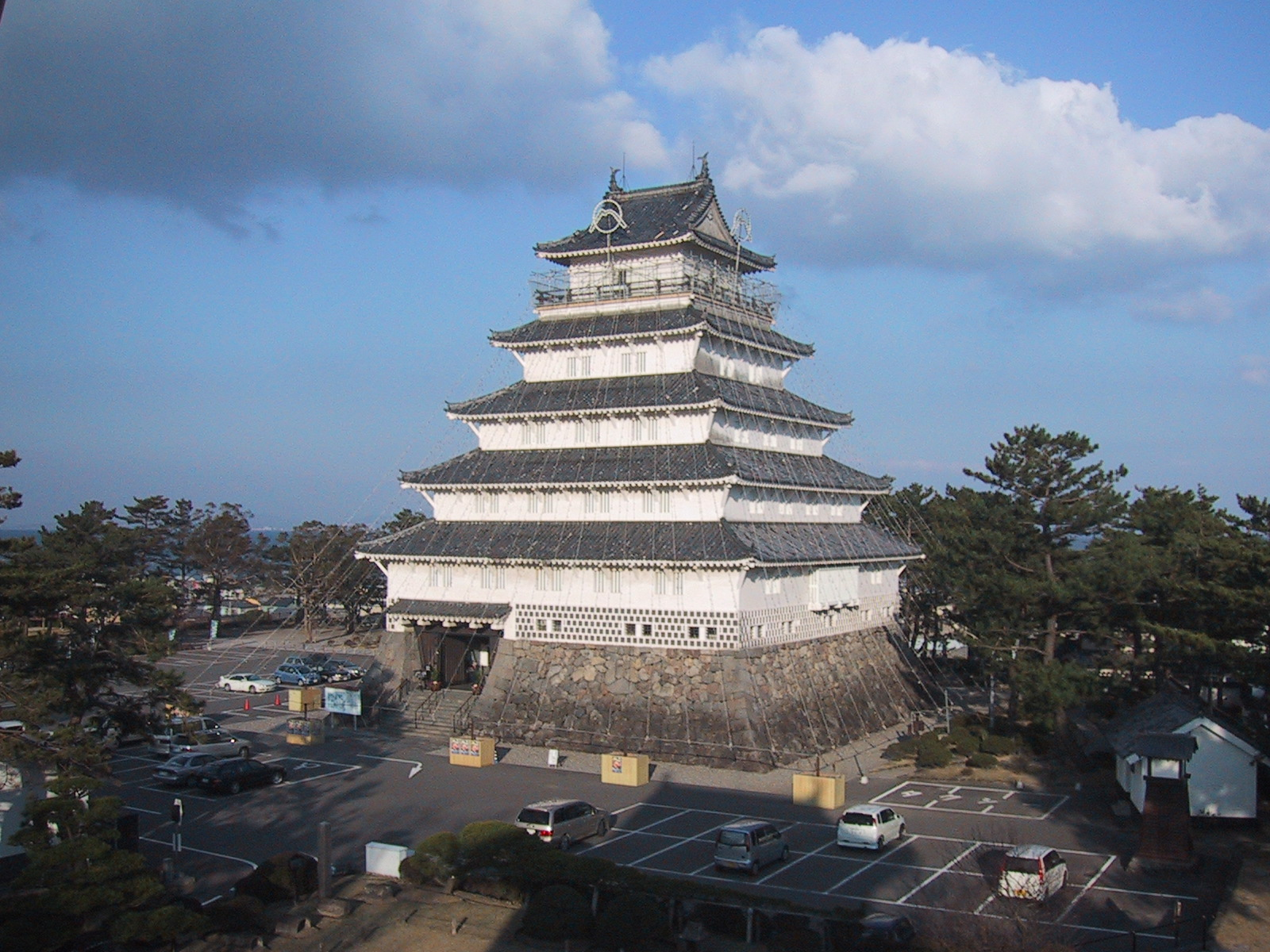
Hrad Šimabara s novoroční výzdobou

Hrad Šimabara (japonsky 島原城; Šimabara-džó) leží v Šimabaře v prefektuře Nagasaki v Japonsku.
Původní hrad byl postaven v roce 1624. Jeho dnešní podoba pochází z roku 1964.
Pětiposchoďová, zářivě bílá budova je protikladem černého hradu Kumamoto v sousední prefektuře Kumamoto.